# Uria (gènere)
Uria és un gènere d'ocells de la família dels àlcids (Alcidae). Aquests somorgollaires són ocells marins, d'hàbits tant pelàgics com costaners, que crien a penya-segats de les zones septentrionals de l'hemisferi nord, arribant cap al sud, fins al Japó, Califòrnia i les Canàries.

## Llistat d'espècies
Aquest gènere s'ha classificat en dues espècies:
- Somorgollaire comú (Uria aalge).
- Somorgollaire de Brünnich (Uria lomvia).